# Peugeot

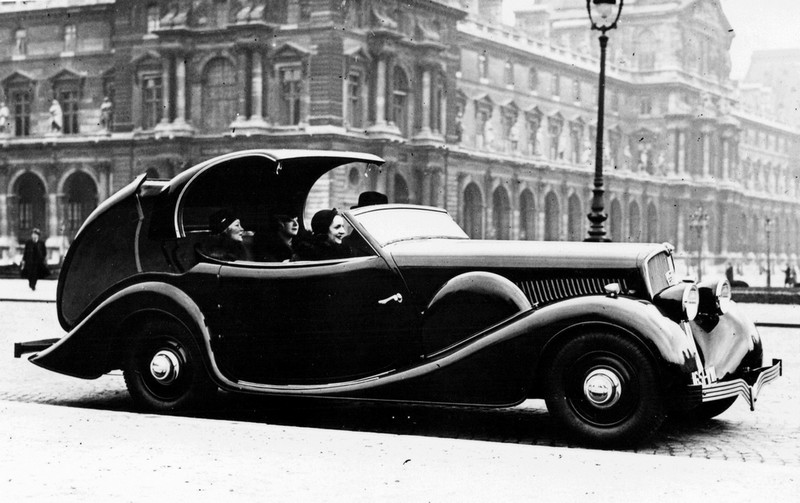
Peugeot 601, 1934

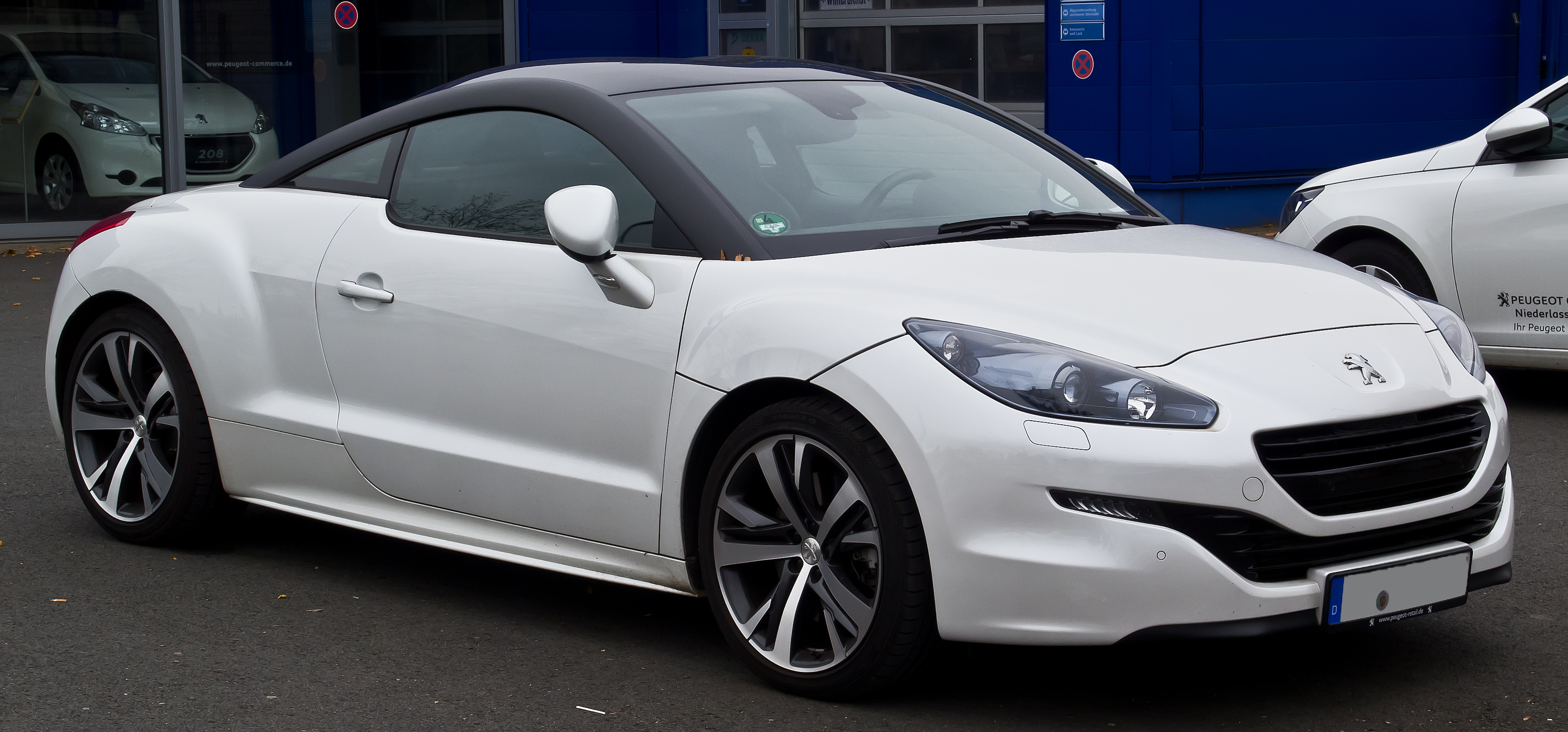
Peugeot RCZ, 2013

Peugeot (/inglês RU: ˈpɜːʒəʊ/, /inglês EUA: p(j)uːˈʒoʊ/, francês: [pøʒo]) é uma fabricante de automóveis francesa fundada em 1810 por Armand Peugeot, pertencente à Stellantis. É a marca de automóveis mais antiga do mundo.
Peugeot ganhou muitos prêmios internacionais, como: 5 vezes Carro do Ano na Europa, 9 vezes Carro do Ano na Espanha, 5 vezes Carro do Ano na Itália e 2 vezes Carro do Ano na Irlanda.
Peugeot ganhou cinco vezes o Campeonato Mundial de Rali, 2 vezes o Campeonato Mundial de Resistência (1992, 1993) e 2 Intercontinental Le Mans Cup (2010, 2011).
O maior sucesso da Peugeot no mundo foi o Peugeot 206, estando entre os carros mais vendidos da história. No Brasil chegou várias vezes a aparecer entre os 10 mais vendidos no ranking da Anfavea, foi o primeiro modelo a ser fabricado no Brasil, quando inaugurou sua fábrica em Porto Real (RJ) em abril de 2000.

## História
A família Peugeot, que desde 1810 tinham um moinho hidráulico familiar, vem envolvida em vários tipos de negócios desde o século XVIII. Em 1842, entraram no ramo alimentício produzindo moinhos de café, depois disso começaram a produzir armações para vestidos, guarda-chuvas, fundição de aço, ferramentas e utensílios domésticos, em 1882 começaram a fabricar bicicletas e motos. Em 1889, produziu o seu primeiro automóvel que tinha 3 rodas, apenas 4 unidades foram produzidas e no ano seguinte, um quadriciclo à gasolina. A Peugeot também esteve presente na primeira corrida automobilística do mundo entre Paris e Ruão em 22 de julho de 1894. Em 1895, na corrida entre Paris e Bordeaux os carros competiram pela primeira vez com rodas emborrachadas feitas em parceria com a Michelin. Em 25 de novembro de 1891, o primeiro carro importado chegou ao Brasil, foi adquirido pelo jovem inventor do avião, Alberto Santos Dumont, que mais tarde seria conhecido como o "Pai da Aviação" no Brasil. O carro era um reluzente Peugeot com motor Daimler a gasolina, de 3½ cavalos-vapor e dois cilindros em V, conhecido pelos franceses como voiturette por ser muito parecida com uma charrete. Seu proprietário o comprara por 6 200 francos, em Valentigney, cidade perto de Paris, e o trouxe diretamente para Santos. Mais tarde, o veículo foi levado a São Paulo, permanecendo na residência de Santos Dumont. Esse Peugeot foi o primeiro carro a chegar no Brasil, asseguram os historiadores. No entanto, a chegada oficial acontece em 1992. A marca também é proprietária do clube francês Football Club Sochaux-Montbéliard da cidade de Sochaux, construída para abrigar uma fábrica da marca e os funcionários, porém o clube joga em Montbéliard, apesar de ter sido fundado em Sochaux. Foi o primeiro clube profissional a ser fundado na França em 1928 e que permaneceu até 2012 como o clube que jogou mais temporadas na elite profissional francesa.

## Símbolo
Por volta de 1850, a marca teve a necessidade de distinguir as diferentes ferramentas que fabricava, e por isso registou três logotipos distintos: uma mão (para os produtos de 3ª categoria), uma lua crescente (2ª categoria) e um leão (1ª categoria), apenas o leão sobreviveu com o passar do tempo. A marca do leão foi registrada em 1858 pelos irmãos Peugeot (Jules e Emile) e feita pelo artesão Julien Blazer, para representar força, resistência e dinamismo.
Desde então, o logotipo associado à Peugeot foi evoluindo sempre a partir da imagem de um leão. Até 2002, foram sete as modificações feitas ao emblema, cada uma delas feita a pensar num maior impacto visual, solidez e flexibilidade de aplicação. Em janeiro de 2010, por ocasião do 200º aniversário da marca, a Peugeot anunciou a sua nova identidade visual. Criado pela equipe de designers da marca, o felino francês ganhou contornos mais minimalistas mas ao mesmo tempo dinâmicos, além de apresentar um aspecto metalizado e modernista. O leão libertou-se igualmente do fundo azul para, segundo a marca, “exprimir melhor a sua força”. O primeiro veículo a ostentar o novo logotipo da marca foi o Peugeot RCZ, lançado no mercado europeu no primeiro semestre de 2010. Foi, sem dúvida, a celebração de um bicentenário projetado para o futuro.
Com o lançamento de uma gama inaugurada pelo novo Peugeot 308 na Europa e com o nascimento da Stellantis, em 25 de fevereiro de 2021 foi anunciado seu novo logotipo, que é, segundo a própria marca: "um emblema que transmite identidade, atemporal, universal e multicultural. Um sinal distintivo, um símbolo de pertencimento, de reconhecimento. Sinônimo de prestígio, segurança, longevidade e linhagem. Com ele e seu novo universo gráfico, a PEUGEOT conjuga elementos históricos com a modernidade".
Apesar de todas as modificações ao emblema, o significado do leão manteve-se inalterado ao longo do tempo, continuando assim a desempenhar na perfeição o seu papel como símbolo da “qualidade superior da marca” e também como forma de homenagear a cidade francesa de Lyon (França).

## Fusão com a Citroën
A Citroën estava em apuros, pois desenvolveu modelos muito ambiciosos para seus recursos financeiros. Em 1974, a Peugeot comprou 30% da Citroën e em 1975 concretizou a compra do controle acionário.

## Prêmios

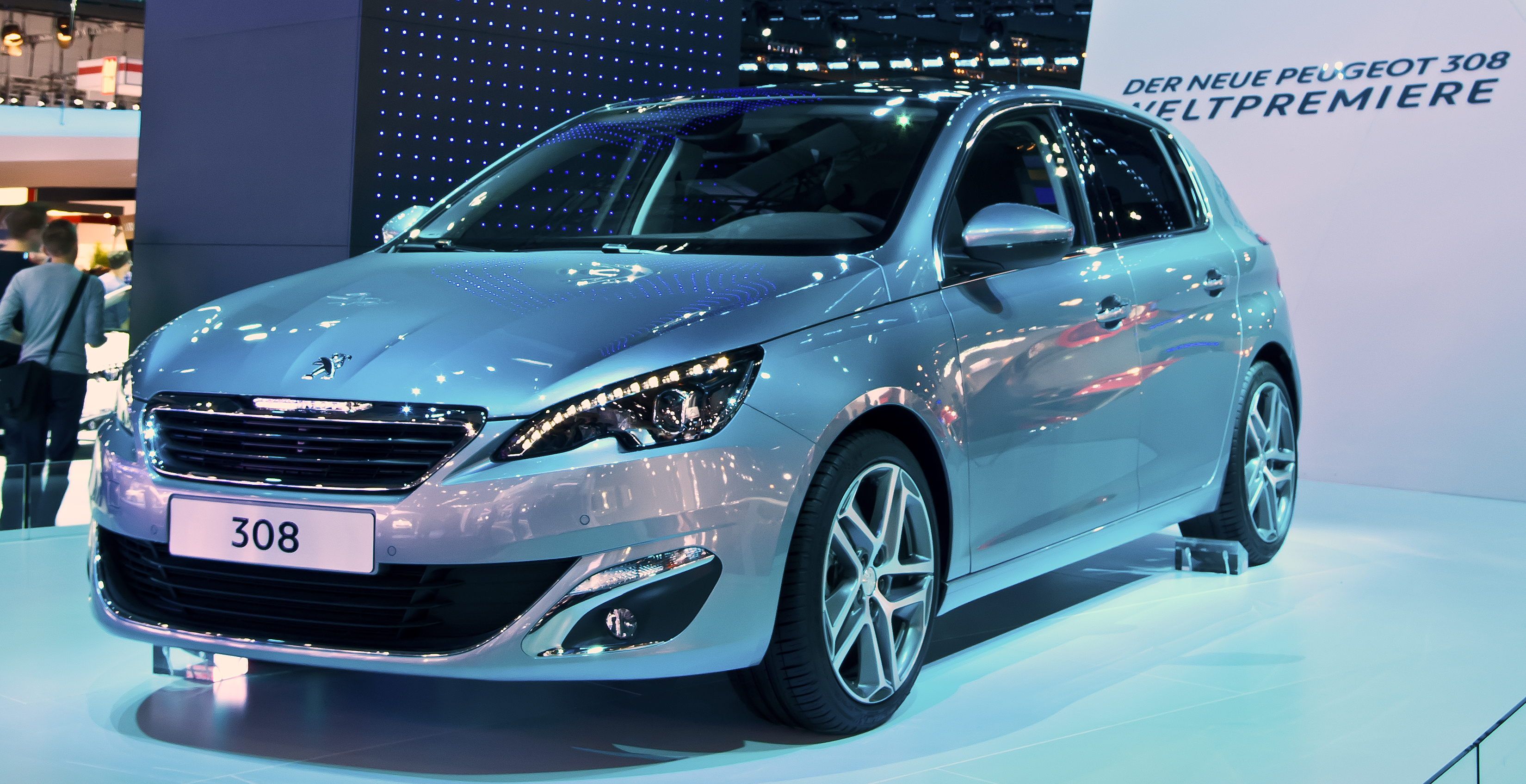
Peugeot 308 (2013), Carro do Ano na Europa 2014, em Espanha e na Itália

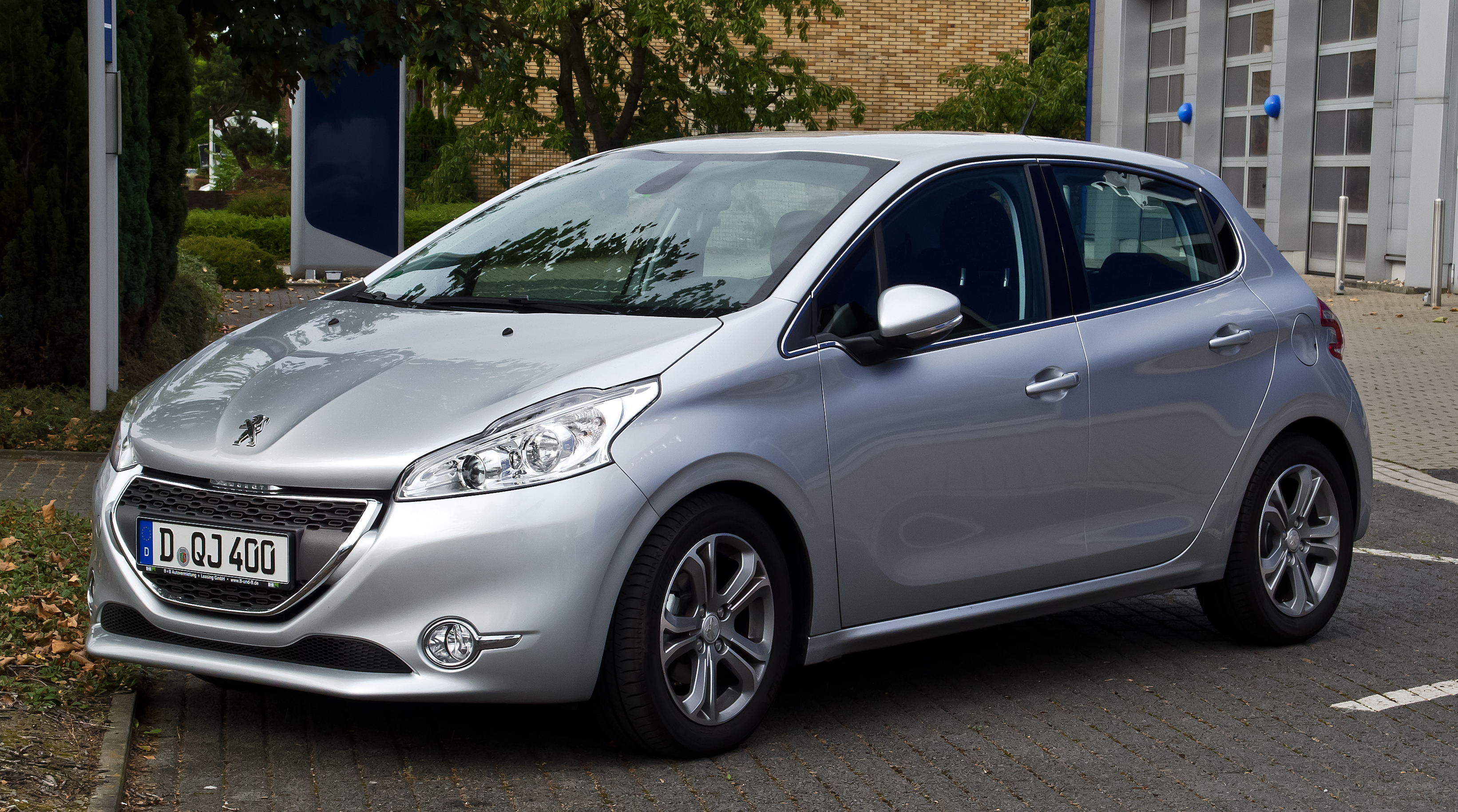
Peugeot 208 (2012), Carro do Ano 2013 em Espanha e na Itália

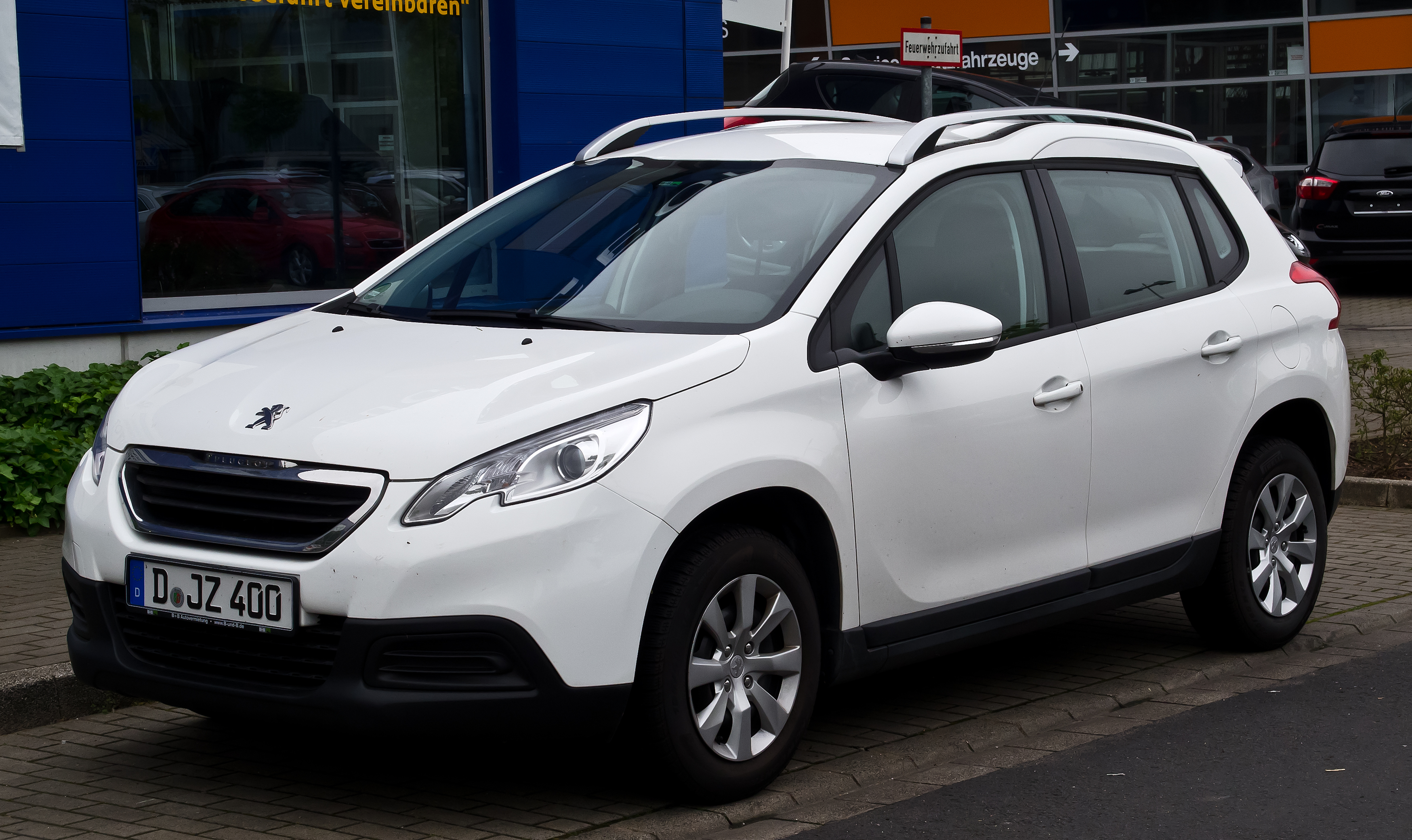
Peugeot 2008 (2013), Carro do Ano 2014 na Itália. Peugeot 2008, produzido na fábrica da PSA em Porto Real, Brasil.

### Carro do Ano na Europa
- 1969 — Peugeot 504
- 1988 — Peugeot 405
- 2002 — Peugeot 307
- 2014 — Peugeot 308
- 2017 — Peugeot 3008

Seis modelos tem também uma segunda ou terceira classificação.
- 1980 — Peugeot 505
- 1984 — Peugeot 205
- 1996 — Peugeot 406
- 1999 — Peugeot 206
- 1988 — Peugeot 405
- 2002 — Peugeot 307

### Carro do Ano em Espanha
- 1981 — Talbot Horizon
- 1985 — Peugeot 205
- 1999 — Peugeot 206
- 2002 — Peugeot 307
- 2005 — Peugeot 407
- 2006 — Peugeot 1007
- 2007 — Peugeot 207
- 2012 — Peugeot 508
- 2013 — Peugeot 208

### Carro do Ano na Itália 'Auto Europa'
- 2007 — Peugeot 207[6]
- 2010 — Peugeot 3008[6]
- 2013 — Peugeot 208[6]
- 2014 — Peugeot 2008[6]
- 2015 — Peugeot 308[7]

### Carro do Ano na Irlanda
- 1997 — Peugeot 406
- 2010 — Peugeot 3008

## Peugeot no desporto motorizado

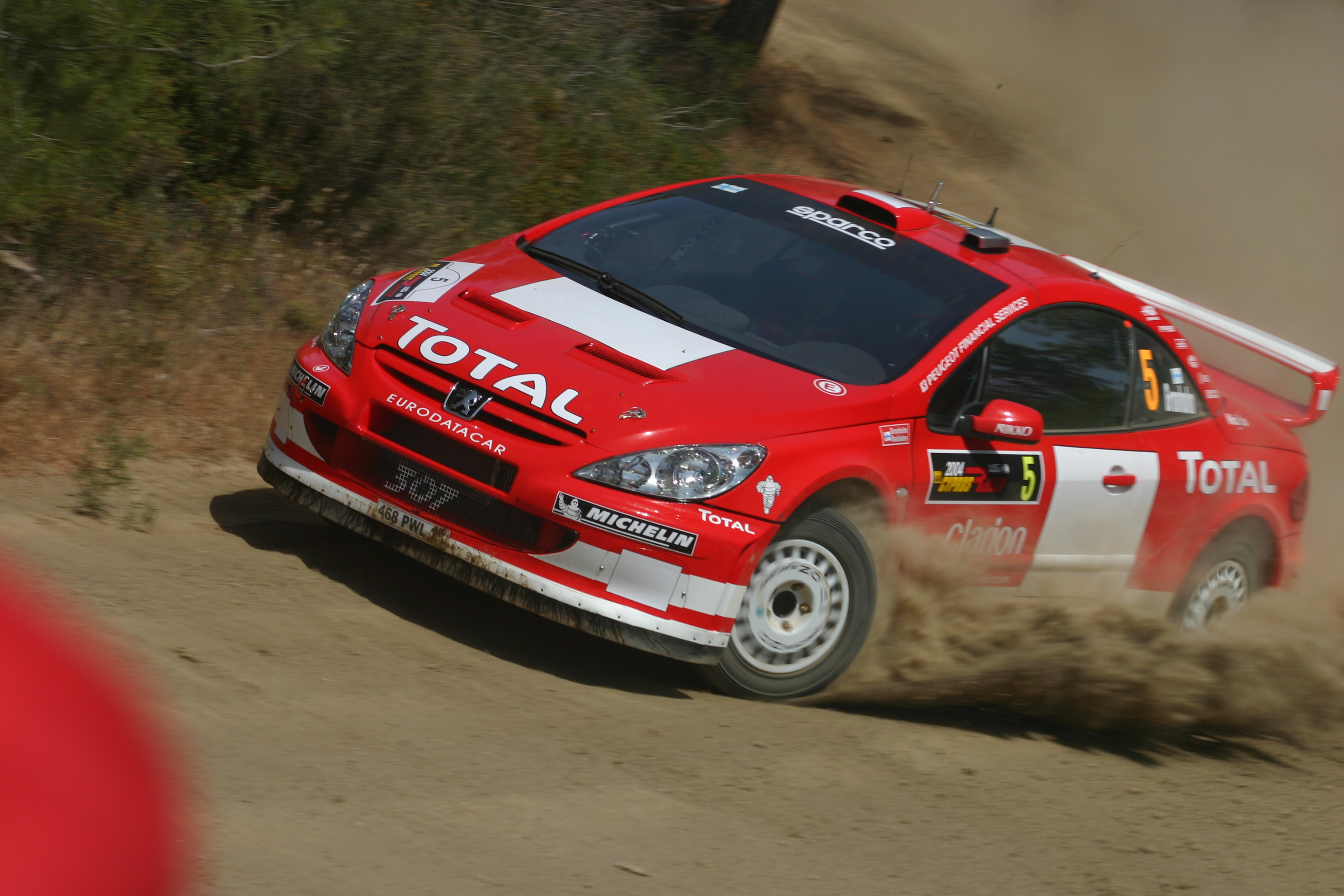
Marcus Grönholm e Peugeot 307, correspondente à categoria principal, A8

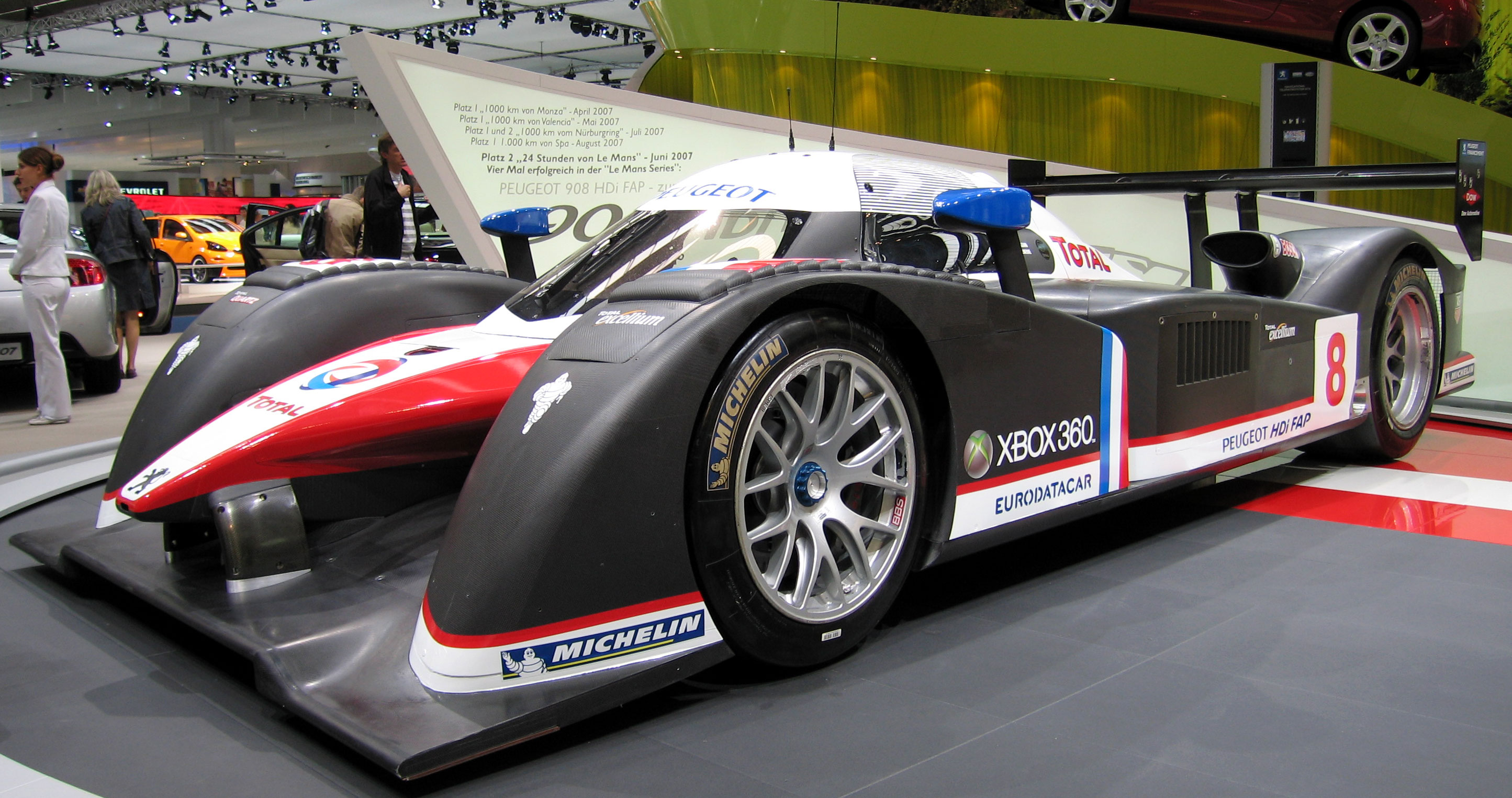
Peugeot 908 HDi FAP: Peugeot ganhou 2 vezes o Campeonato Mundial de Resistência (1992, 1993) e 2 Intercontinental Le Mans Cup (2010, 2011).

### Fórmula 1
- 1994 — McLaren F1
- 1995 — Jordan
- 1996 — Jordan
- 1997 — Jordan
- 1998 — Prost F1
- 1999 — Prost F1

### 500 Milhas de Indianápolis
- 1913 — Jules Goux — Vitória
- 1916 — Dario Resta — Vitória

### World Rally Championship WRC
- 1985 — Peugeot 205 Turbo 16 — Ganha campeonato (Pilotos e Carros)
- 1986 — Peugeot 205 Turbo 16 — Ganha campeonato (Pilotos e Carros)
- 2000 — Peugeot 206 WRC — Ganha o campeonato (Pilotos e Carros)
- 2001 — Peugeot 206 WRC — Ganha o campeonato (Somente Carros)
- 2002 — Peugeot 206 WRC — Ganha o campeonato (Pilotos e Carros)

### Paris Dakar
- 1987 — Peugeot 205 Turbo 16 — Vitória
- 1988 — Peugeot 405 Turbo 16 — Vitória
- 1989 — Peugeot 405 Turbo 16 — Vitória
- 1990 — Peugeot 405 Turbo 16 — Vitória
- 2016 — Peugeot 2008 DKR 16 — Vitória

### World Sports Car Championship
- 1991 — Peugeot 905 V10
- 1992 — Peugeot 905 V10 — Ganha o Campeonato
- 1993 — Peugeot 905 V10 — Ganha o Campeonato

### Pikes Peak Internation Hill Climb
- 1988 — Peugeot 405 T16 — Vitória, bate o record mundial (Ari Vatanen)
- 1989 — Peugeot 405 T16 — Vitória
- 2013 — Peugeot 208 T16 — Vitória, bate o record mundial com o tempo de 8m13.878s (Sébastien Loeb)

## Modelos

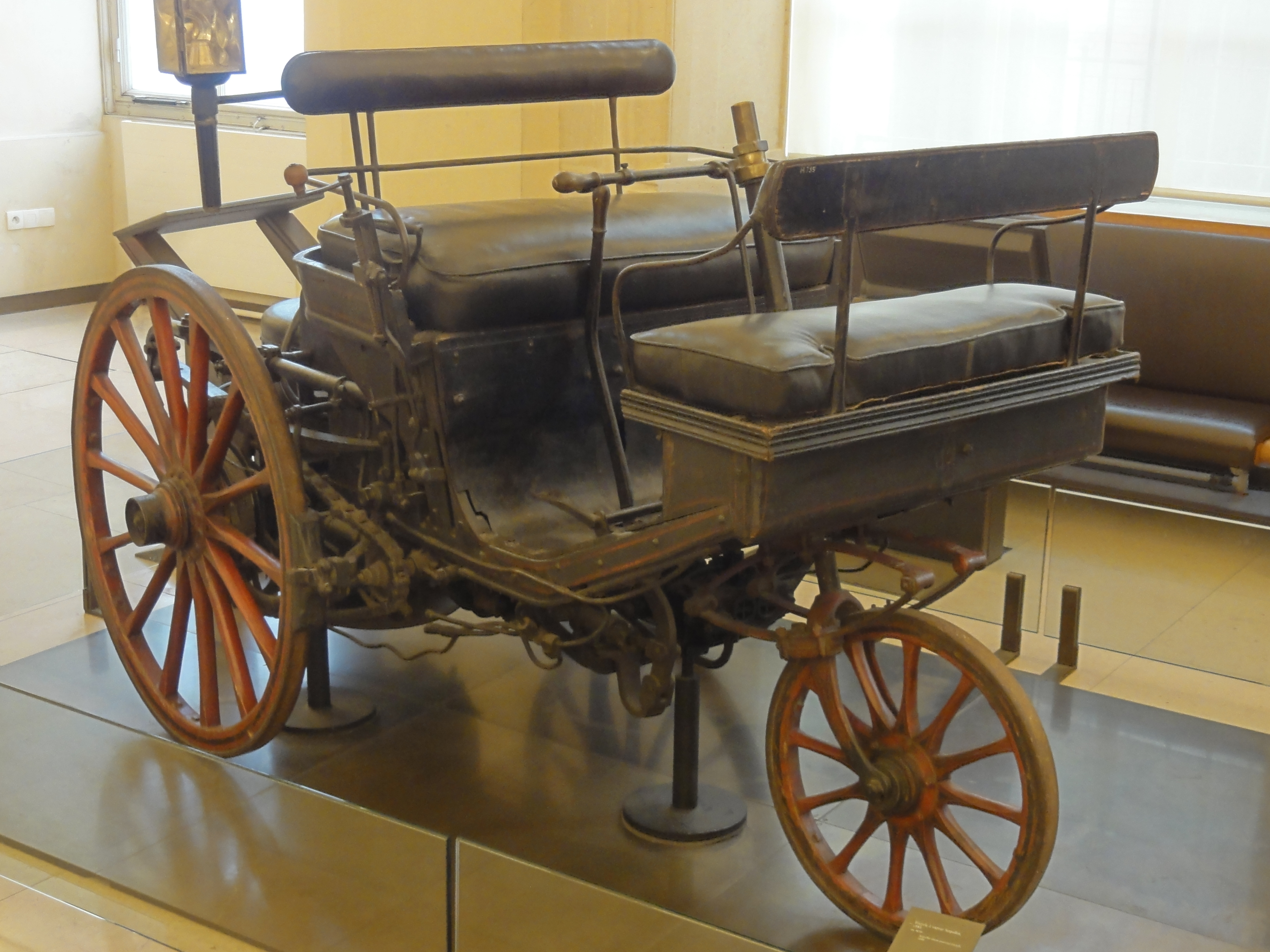
Peugeot Tipo 1 1886.

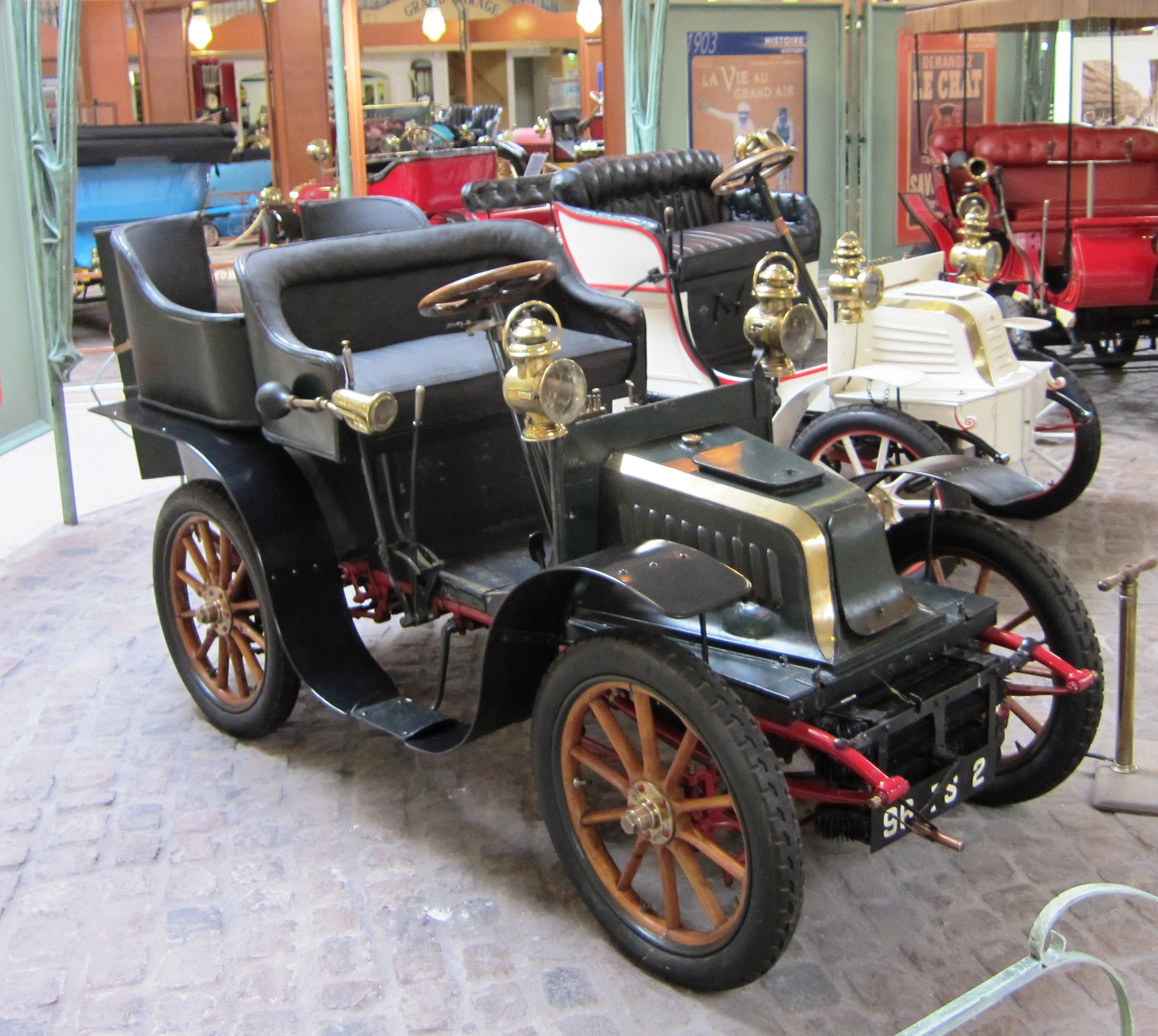
Peugeot Tipo 56 1903.

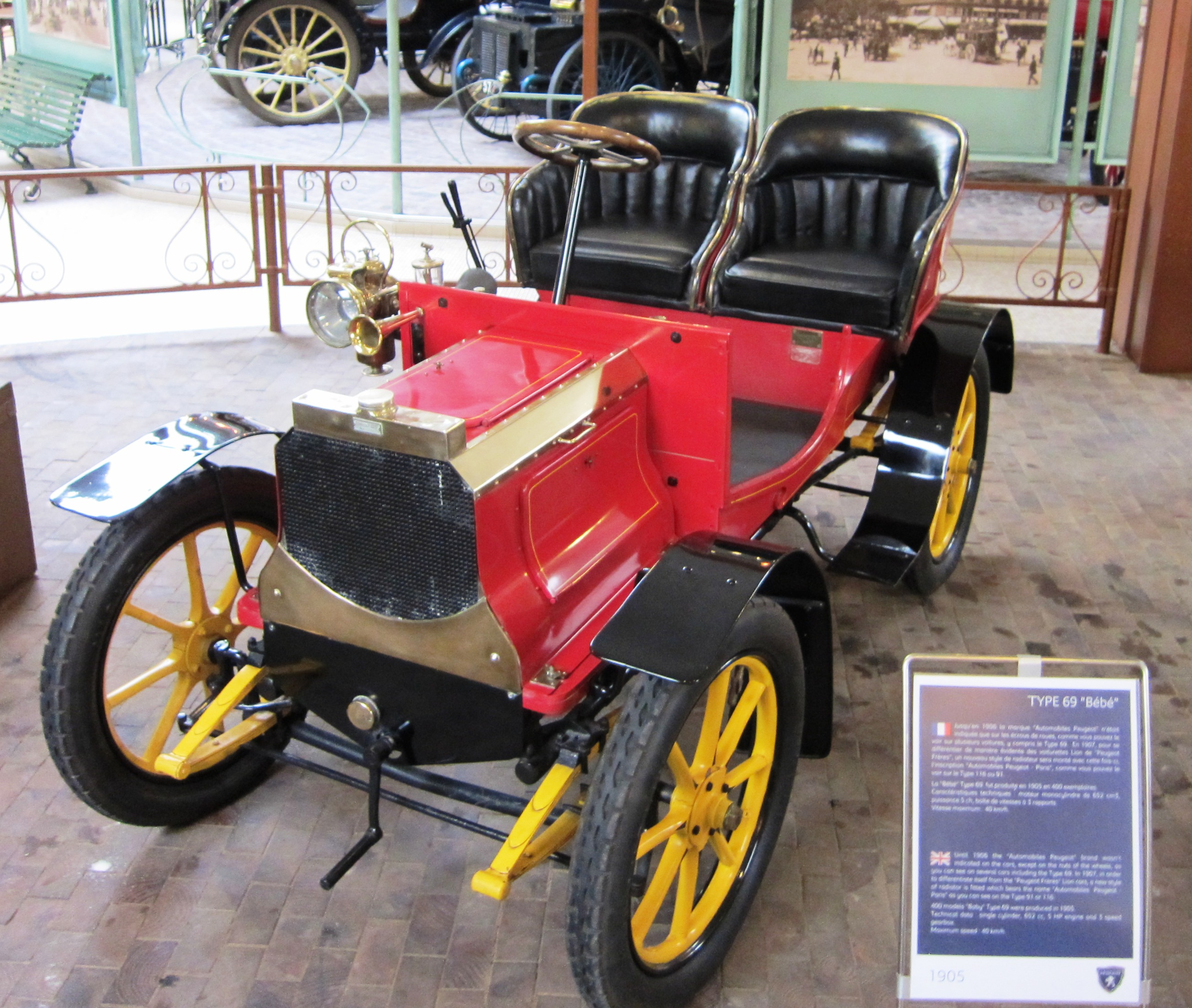
Peugeot Tipo 69 "Bébé" ou BP1, B3 e P1 1905.

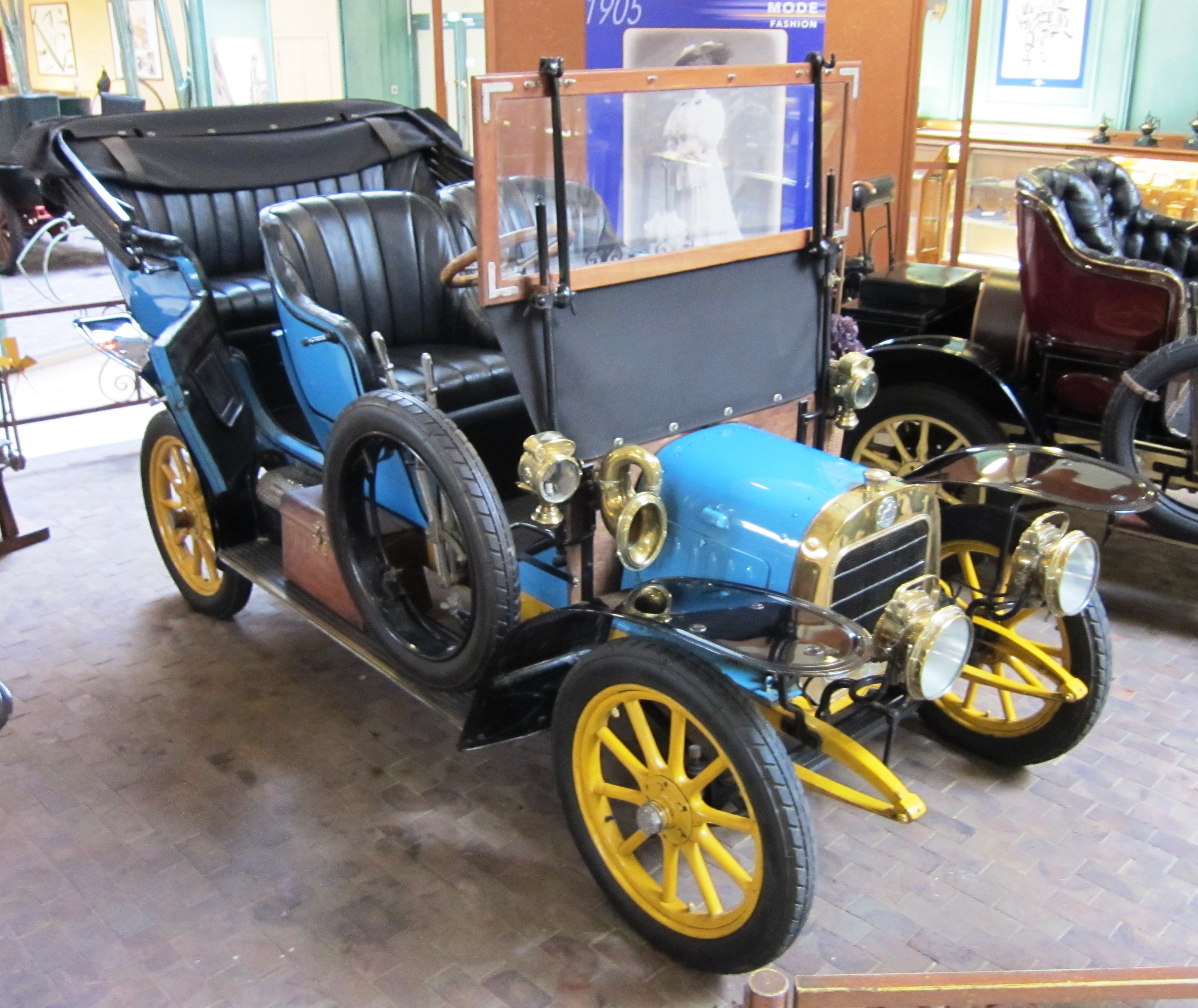
Lion-Peugeot Tipo V2C2.

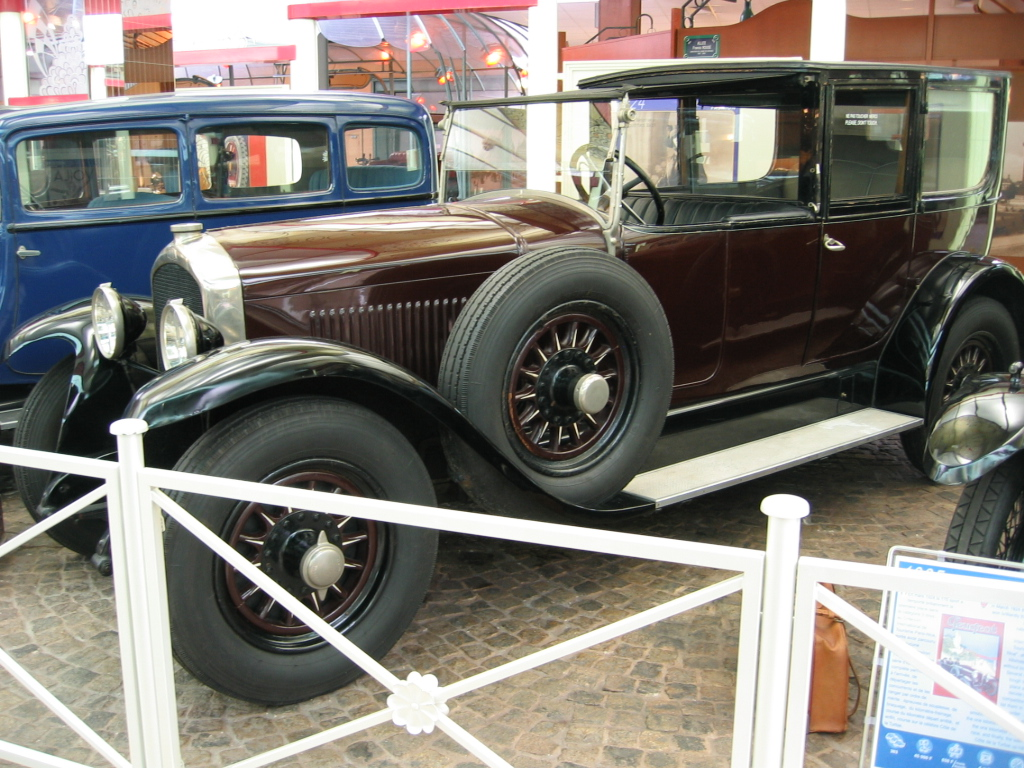
Peugeot Tipo 176 1925.

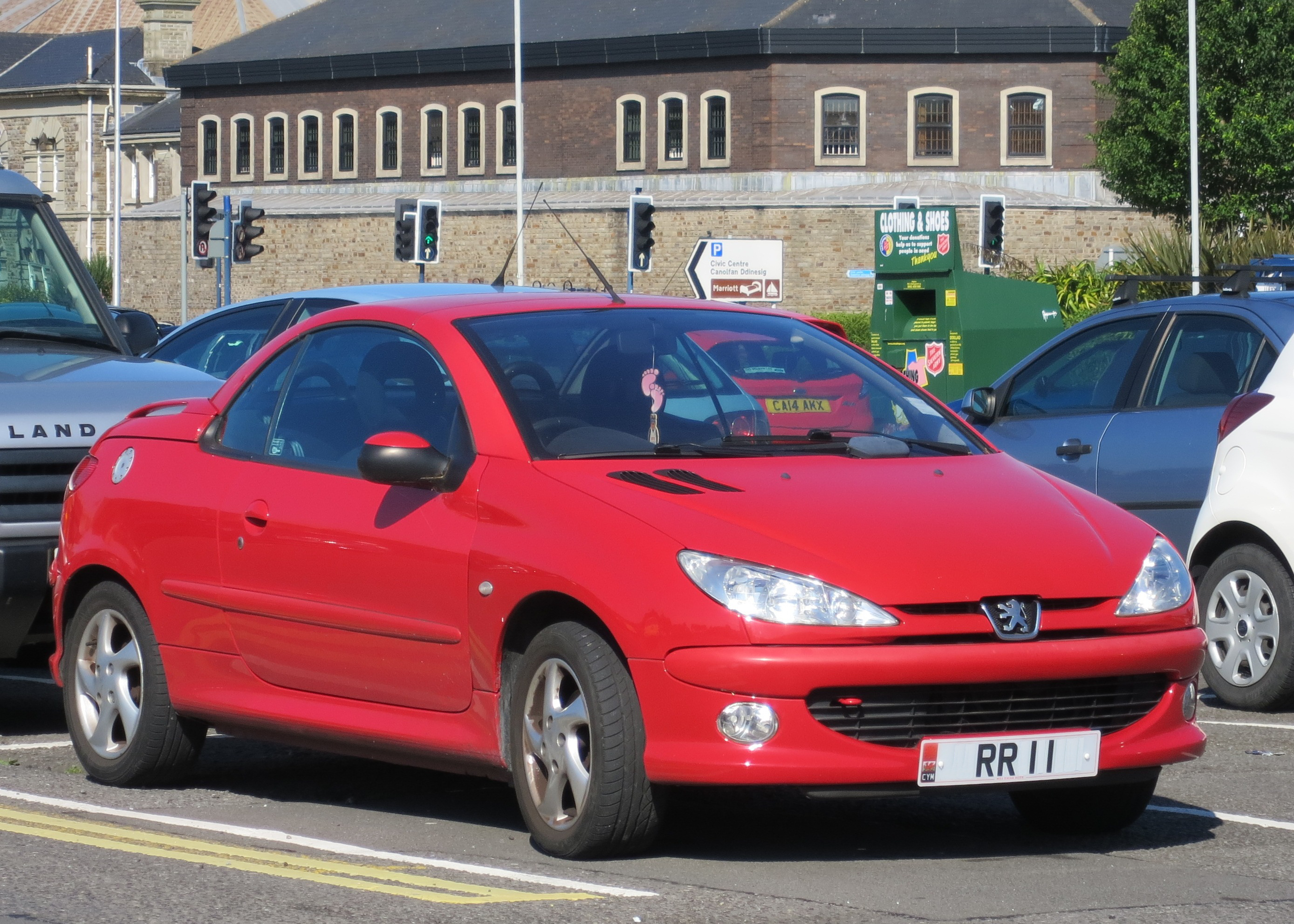
O modelo Peugeot 206 CC.

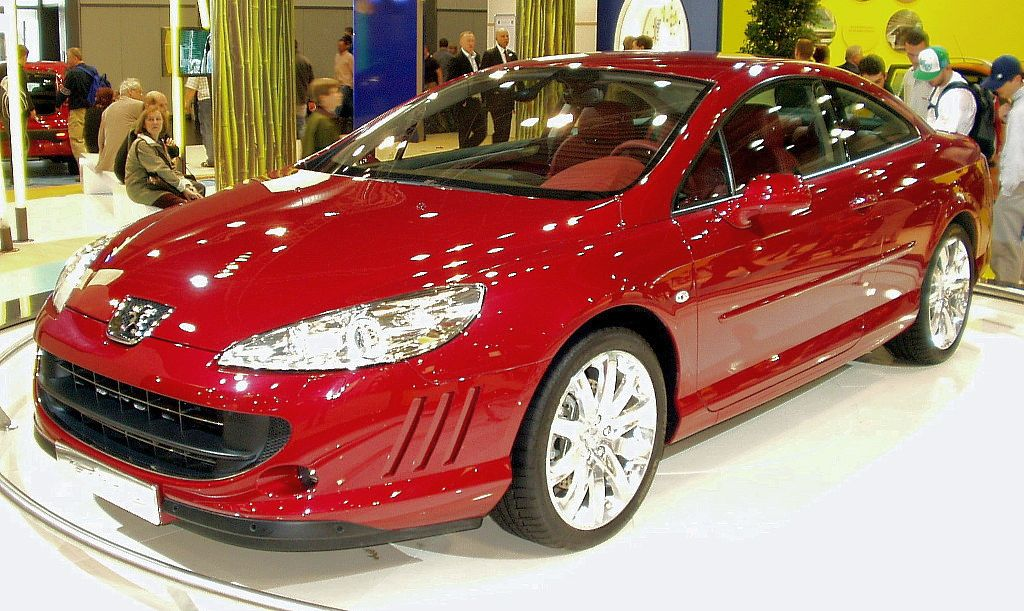
O modelo Peugeot 407 Prologue.

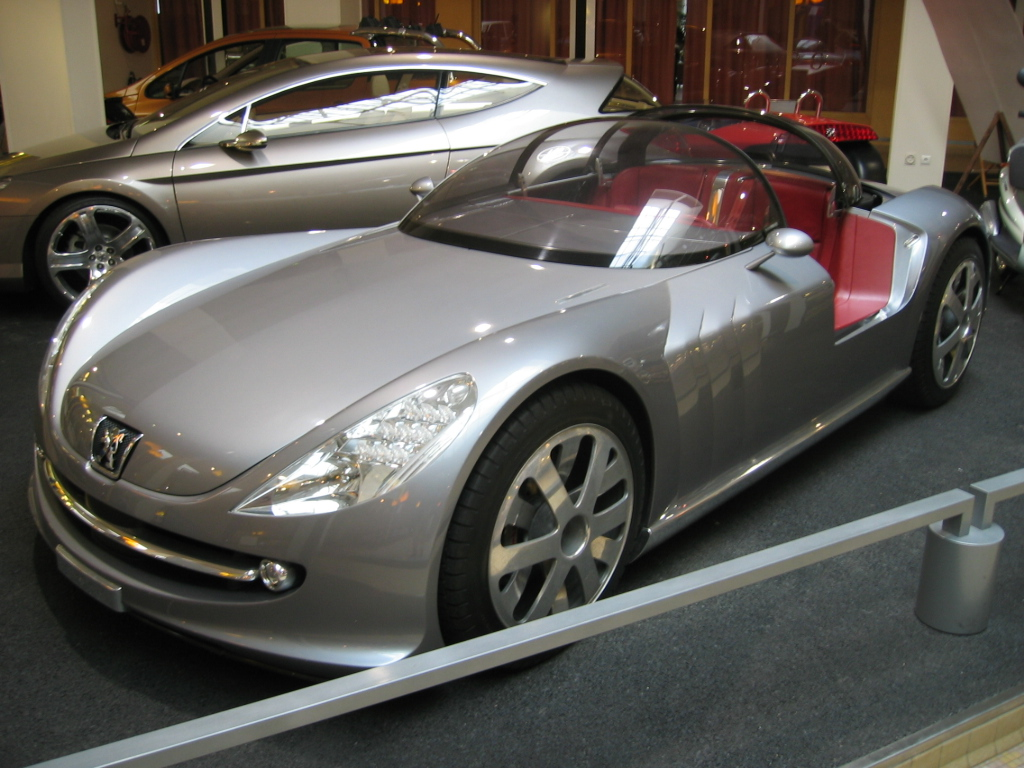
O modelo Peugeot 607 Feline.

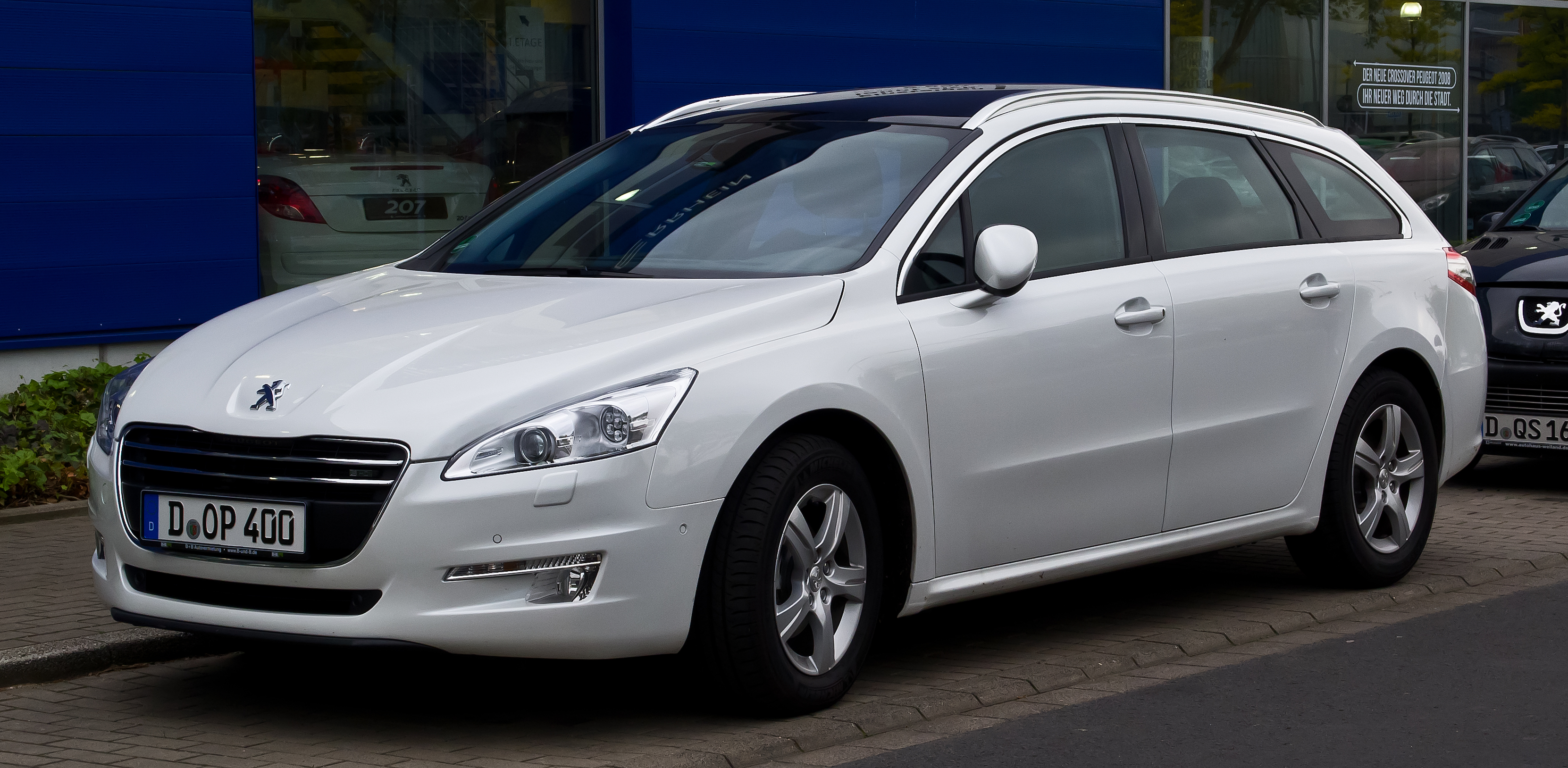
Peugeot 508 SW

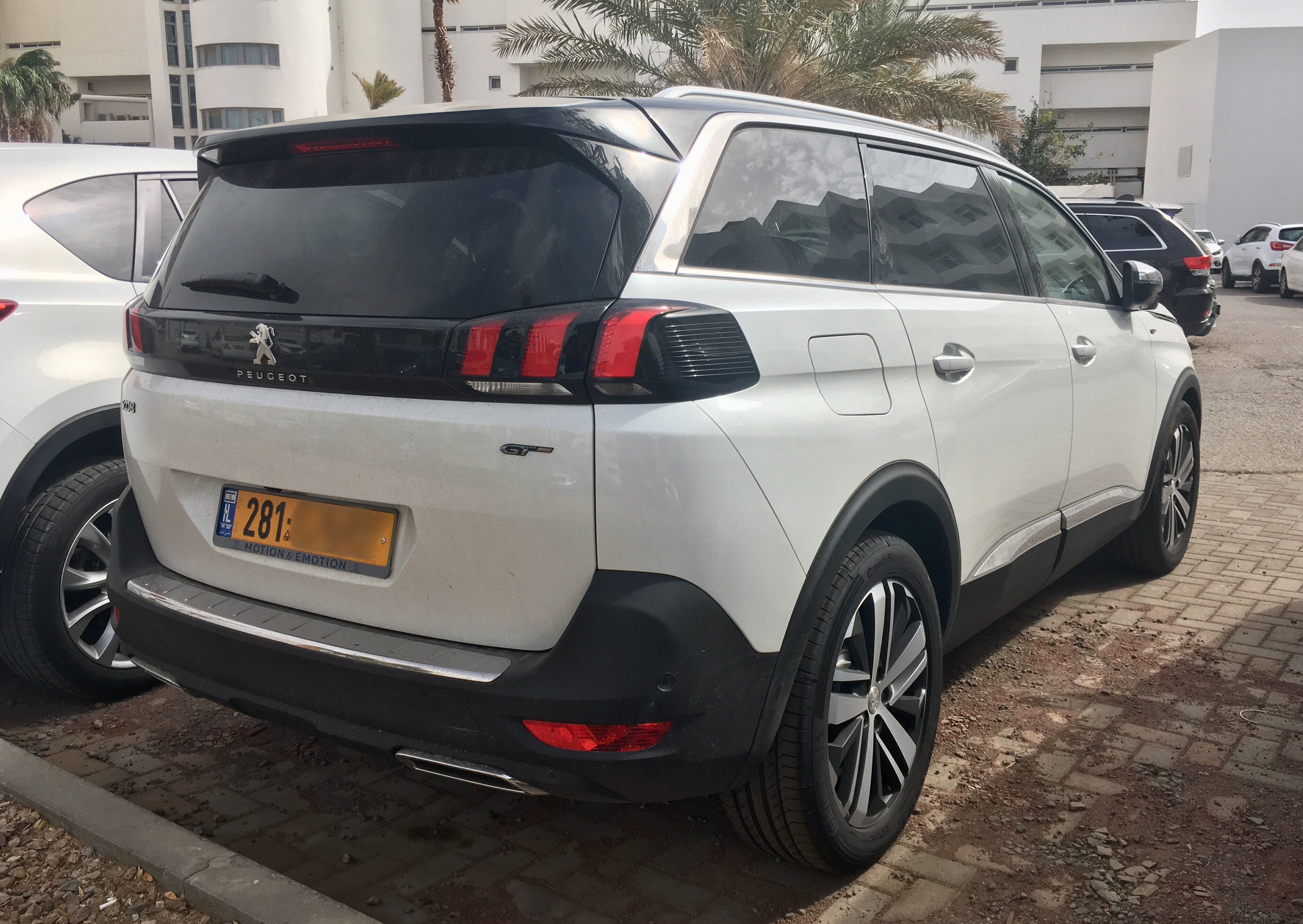
Peugeot 5008 II

### 1889–1944

#### Tipos 1 a 9
- Tipo 1 — Tipo 2 — Tipo 3 — Tipo 4 — Tipo 5 — Tipo 6 — Tipo 7 — Tipo 8 — Tipo 9

#### Tipos 10 a 19
- Tipo 10 — Tipo 11 — Tipo 12 — Tipo 13 — Tipo 14 — Tipo 15 — Tipo 16 — Tipo 17 — Tipo 18 — Tipo 19

#### Tipos 20 a 29
- Tipo 20 — Tipo 21 — Tipo 22 — Tipo 23 — Tipo 24 — Tipo 25 — Tipo 26 — Tipo 27 — Tipo 28 — Tipo 29

#### Tipos 30 a 39
- Tipo 30 — Tipo 31 — Tipo 32 — Tipo 33 — Peugeot Tipo 34/35 — Peugeot Tipo 36 — Peugeot Tipo 37 — Peugeot Tipo 39

#### Tipos 42 a 49/50
- Tipo 42/43/44 — Tipo 48 — Tipo 49/50

#### Tipos 54 a 58
- Tipo 54 — Tipo 56 — Tipo 57 — Tipo 58

#### Tipos 61 a 69
- Tipo 61 — Tipo 62 — Tipo 63 — Tipo 66 — Tipo 68 — Tipo 69 "Bébé"

#### Lion-Peugeot
- Tipo VA — Tipo VC — Tipo VC1 — Tipo VC2 — Tipo VC3 — Tipo VY — Tipo VY2 — Tipo V2C2 — Tipo V2Y2 — Tipo V2C3 — Tipo V2Y3 — Tipo V4C3 — Tipo VD — Tipo V4D — Tipo VD2

#### Tipos 71 a 78
- Tipo 71 — Tipo 72 — Tipo 76 — Tipo 77 — Tipo 78

#### Tipos 80 a 88
- Tipo 80 — Tipo 81 — Tipo 82 — Tipo 83 — Tipo 85 — Tipo 88

#### Tipos 90 a 99
- Tipo 91 — Tipo 92 — Tipo 93 — Tipo 95 — Tipo 96 — Tipo 99

#### Tipos 101 a 108
- Tipo 101/120 — Tipo 103 — Tipo 104 — Tipo 105 — Tipo 106 — Tipo 107 — Tipo 108

#### Tipos 112 a 118
- Tipo 112/117/122/130/134 — Tipo 113 — Tipo 116 — Tipo 118

#### Tipos 120 à 129
- Tipo 125 — Tipo 126 — Tipo 127

#### Tipos 133 à 139
- Tipo 133/111/129/131 — Tipo 135 — Tipo 136 — Tipo 138 — Tipo 139

#### Tipos 141 a 147/50
- Tipo 141 — Tipo 143 — Tipo 144 — Tipo 145/146/148 — Tipo 147/150

#### Tipos 153 a 159
- Tipo 153 — Tipo 153 B/BR — Tipo 156 — Tipo 159

#### Tipos 161 a 163
- Tipo 161/172 "Quadrielette" — Tipo 163

#### Tipos 172 a 177
- Tipo 5CV — Tipo 173 — Tipo 174 — Tipo 175 — Tipo 176 — Tipo 177

#### Tipos 181 a 190
- Tipo 181 — Tipo 183 — Tipo 184 — Tipo 190

#### 201 (1929) a 601 (1935)
- 201 — 202 — 301 — 302 — 401 — 402 — 601

### No Brasil

#### Anos 1990
- 504 Pickup Diesel (1992–1999)
- 205 (1992–1998)
- 405 (1992–1998)
- 106 (1993–2002)
- 306 (1994–2002)
- 406 (1998–2005)
- Partner (1999–2014)

#### Anos 2000
- 206 (2000–2009)
- 307 (2003–2012)
- Boxer (2004–2014)
- 407 (2006–2010)
- 207 (2009–2014)

#### Anos 2010
- Hoggar (2010–2014)
- 408 (2011–?)
- 3008 (2011–?)
- RCZ (2011–?)
- 308 (2012–?)
- 508 (2012–2014)
- 208 (2013–?)
- 2008 (2015–?)
- Expert (2017–?)

## Carros conceito
- Quasar (1984)
- Proxima (1986)
- Oxia (1988)
- Ion (1994)
- Touareg (1996)
- Asphalte (1996)
- 806 Runabout (1997)
- 20♥ (1998)
- Escapade (1998)
- Les City Toyz (2000)
- 607 Féline (2000)
- Sésame (2002)
- 607 Pescarolo (2002)
- 3♥7 CC (2002)
- H2O (2002)
- Peugeot RC (2002)
- Peugeot Hoggar (2003)
- Peugeot 407 Elixir (2003)
- Peugeot 4002 (2003)
- 407 Silhouette (2004)
- Peugeot Quark (2004)
- Peugeot 907 (2004)
- Peugeot Coupé 407 Prologue (2005)
- Peugeot 20Cup (2005)
- Peugeot 908 RC (2006)
- Spider 207 (2006)
- Peugeot RC HYbrid4 HYmotion4 (2008)
- Peugeot RD (2008)
- Peugeot BB1 (2009)
- Peugeot EX1 (2010)
- Peugeot HR1 (2010)
- Peugeot SR1 (2010)
- Peugeot 5 by Peugeot (2010)
- Peugeot HX1 (2011)
- Peugeot SXC (2011)
- Peugeot Onyx (2012)
- Peugeot Exalt (2014)
- Peugeot Quartz (2014)

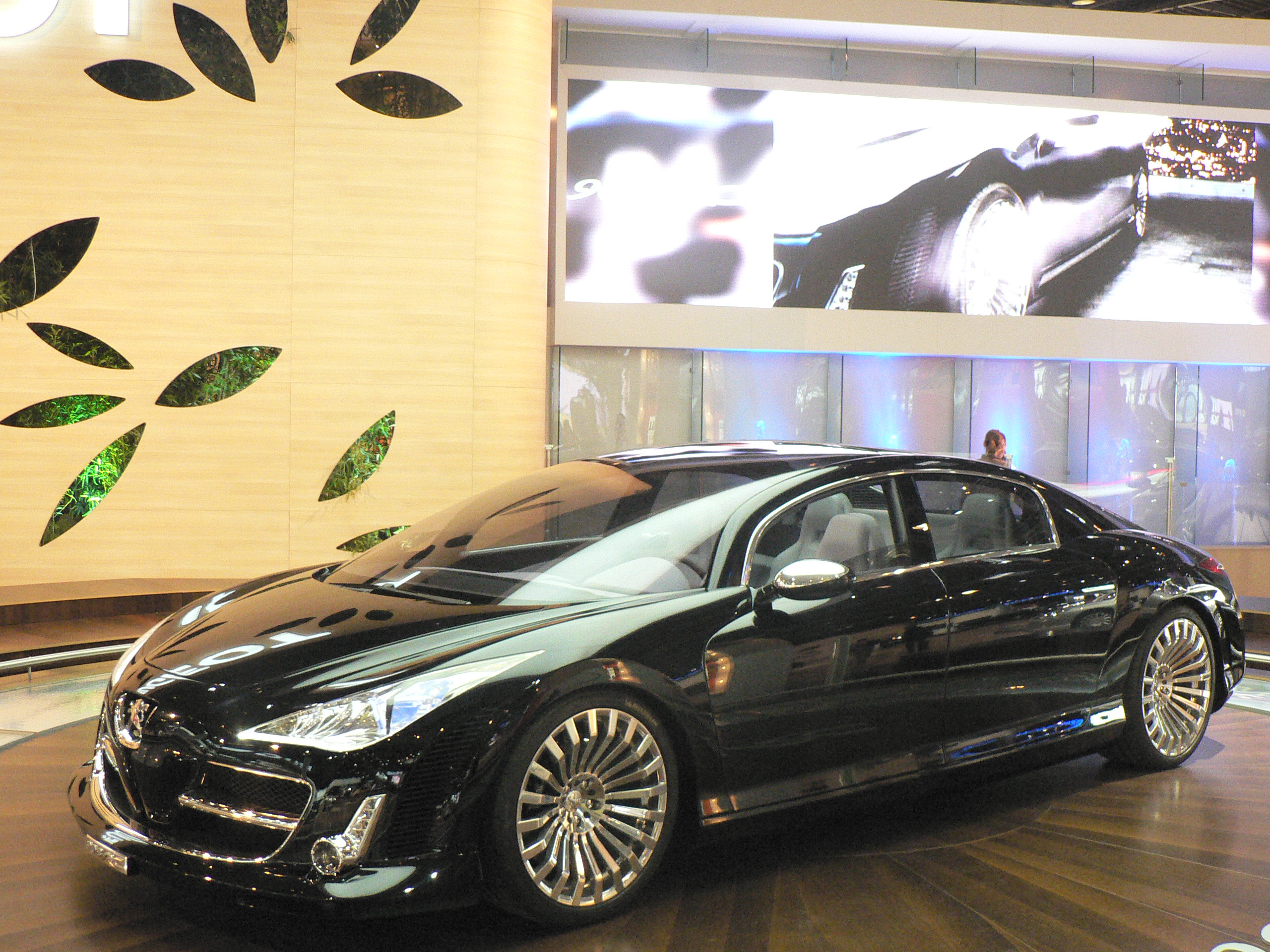
Peugeot 908 RC, 2006
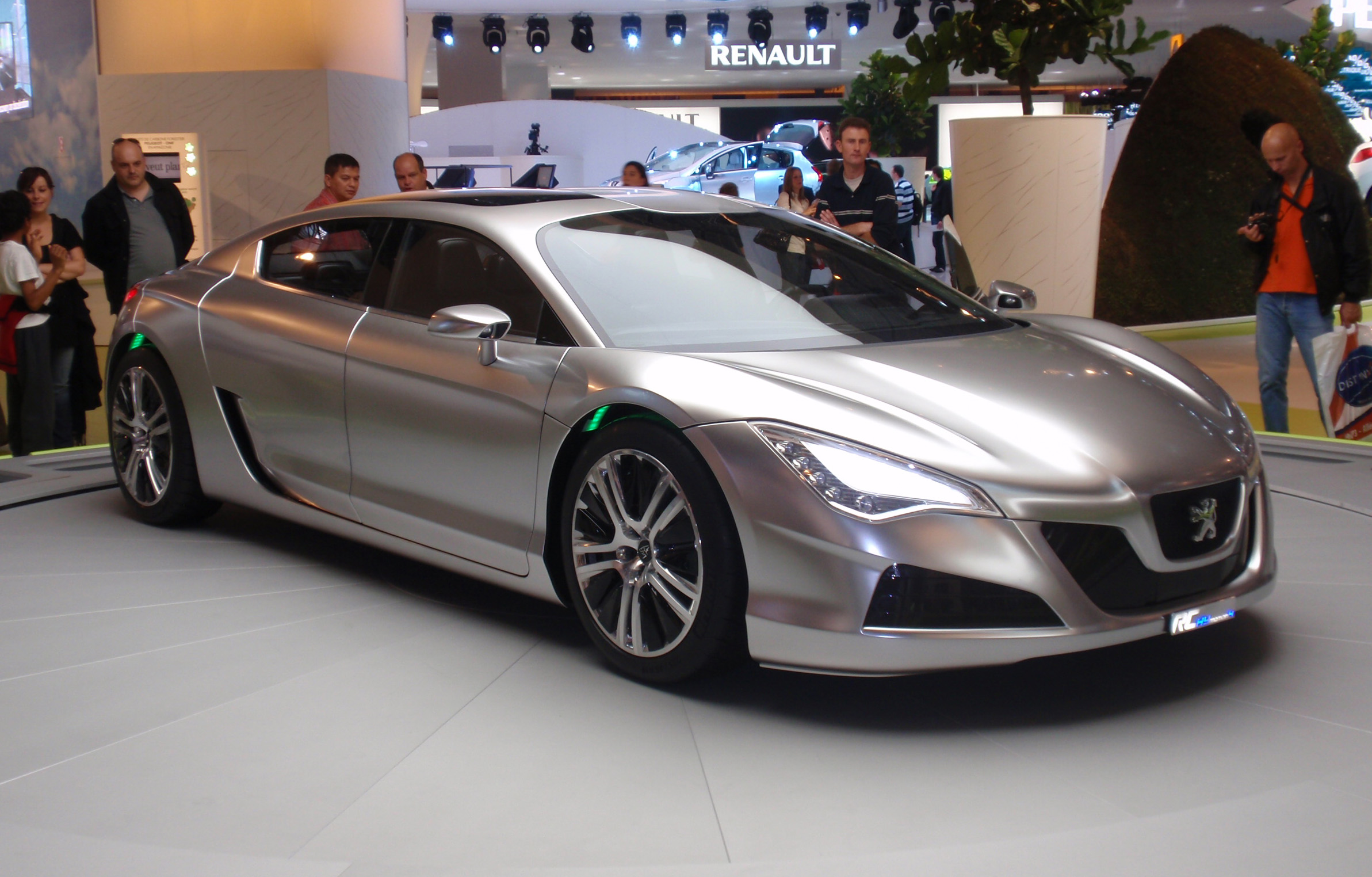
Peugeot RC Hybrid4, 2008
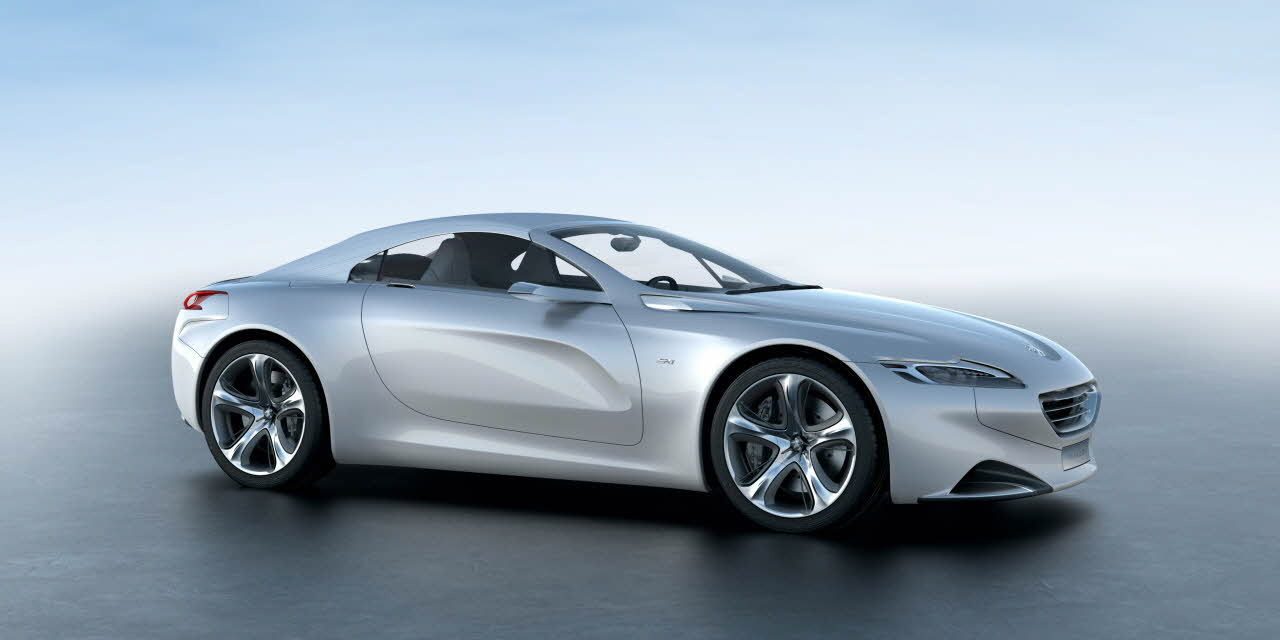
Peugeot SR1, 2010
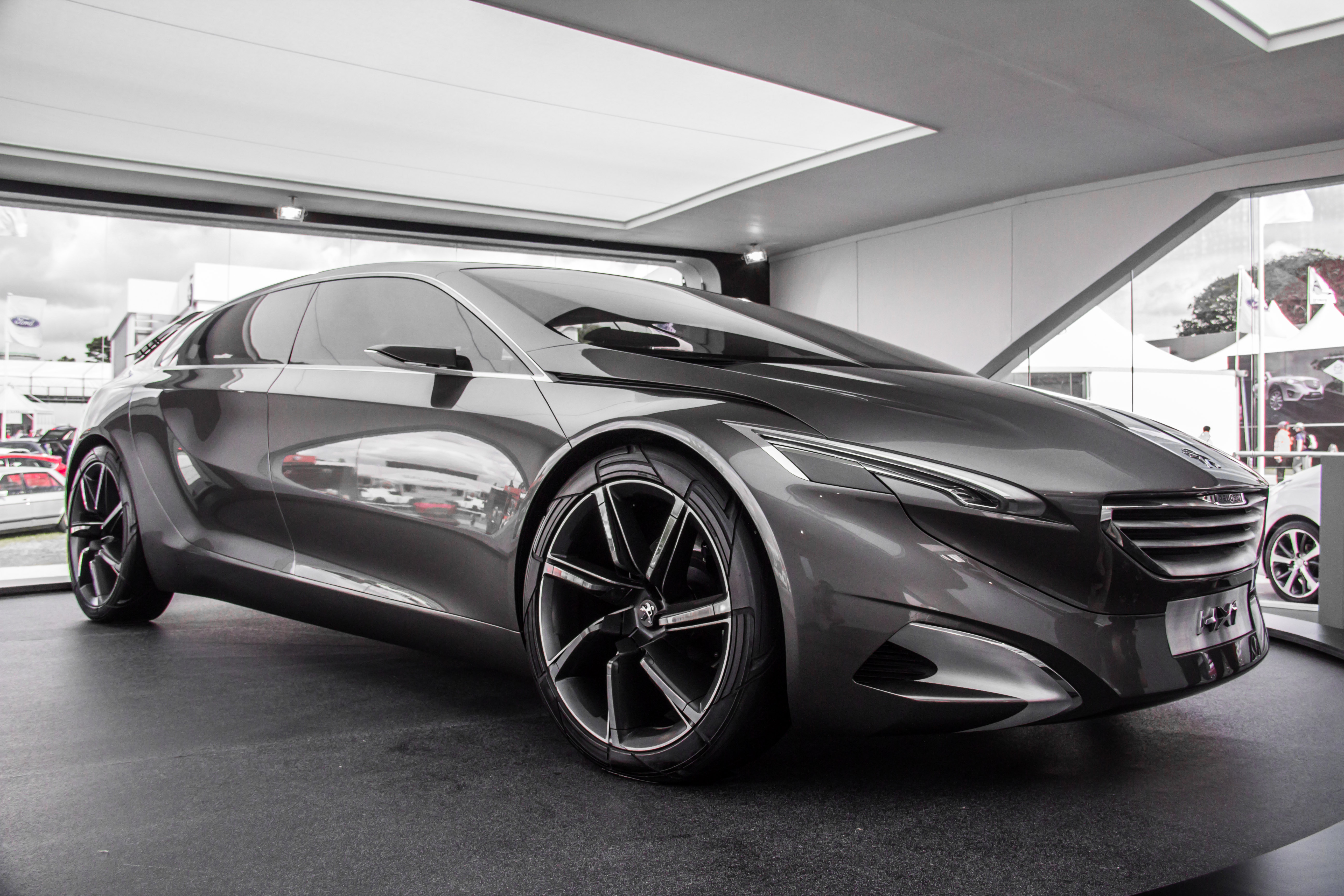
Peugeot HX1, 2011
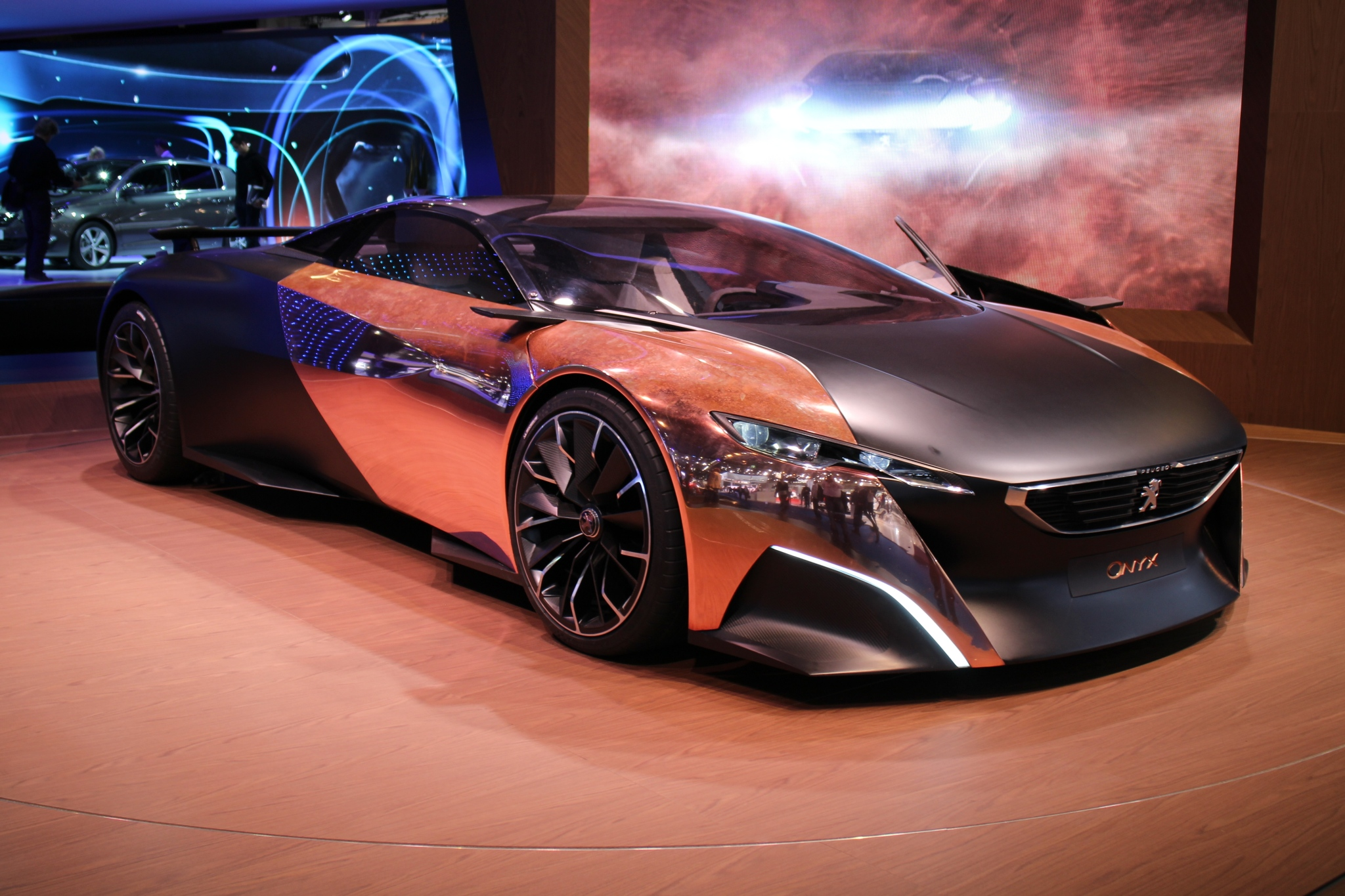
Peugeot Onyx, 2012